# Arto Lindsay
Arthur Morgan "Arto" Lindsay (Richmond, Virginia, Estados Unidos; 28 de mayo de 1953) es un guitarrista, cantante, productor y compositor experimental estadounidense. Tiene una voz suave y un estilo de guitarra autodidacta a menudo ruidoso que consiste casi en su totalidad en técnicas extendidas. Su música ha sido descrita por el crítico Brian Olewnick como "estudiadamente ingenuo... suena como el hijo bastardo de Derek Bailey".

## Música
Aunque Lindsay nació en Estados Unidos, creció en Brasil. A finales de la década de 1970, ayudó a formar la banda de no wave DNA con Ikue Mori y Robin Crutchfield, aunque Tim Wright de Pere Ubu pronto reemplazó a Crutchfield. En 1978, DNA apareció en la compilación No New York, producida por Brian Eno. A principios de la década de 1980, Lindsay participó en los primeros álbumes de The Lounge Lizards y The Golden Palominos. Después de Lounge Lizards, Lindsay y el teclista Peter Scherer formaron Ambitious Lovers, influidos por el pop, la samba y la bossa nova. En una entrevista con la revista Bomb, Linsday dijo, "toda la idea era Al Green y samba. Eso contra esto; esto contra aquello; no una mezcla, una yuxtaposición, fuerte y suave. No tiene sentido juntar esas cosas, el punto es lo que queda al final". Los álbumes de la banda fueron Envy, Greed y Lust.

### Productor
Lindsay comenzó su experiencia como productor en 1981 trabajando con la banda italiana de no wave Hi-Fi Bros. Ha producido grabaciones de los músicos brasileños Caetano Veloso, Tom Zé, Vinicius Cantuária, Gal Costa, Carlinhos Brown, Marisa Monte, Adriana Calcanhotto, Orquestra Contemporânea de Olinda y Lucas Santtana.

### Colaboraciones
En 2013, Lindsay cantó en "I Guess Were Floating" de Stephon Alexander y Rioux. La canción fue lanzada en el álbum Here Comes Now en agosto de 2014 por Connect Records. También ha trabajado con artistas como Ryuichi Sakamoto, John Zorn, Laurie Anderson, Arnaldo Antunes, The Matthew Herbert Big Band, David Byrne y Marc Ribot.

## Discografía

### Como solista
- Aggregates 1–26 (Knitting Factory, 1995)
- O Corpo Sutil (The Subtle Body) (Bar/None, 1996)
- Mundo Civilizado (Bar/None, 1997)
- Noon Chill (Bar/None, 1998)
- Prize (Righteous Babe, 1999)
- Invoke (Righteous Babe, 2002)
- Salt (Righteous Babe, 2004)
- Cuidado Madame (Northern Spy, 2017)

Con Ambitious Lovers
- Envy (Editions EG, 1984)
- Greed (Virgin, 1988)
- Lust (Elektra, 1991)

Con DNA
- A Taste of DNA (American Clave, 1981)

Con The Golden Palominos
- The Golden Palominos (Celluloid, 1983)
- Visions of Excess (Celluloid, 1985)

Con The Lounge Lizards
- The Lounge Lizards (Editions EG, 1981)